# Бален, Ян ван
Ян ван Бален (нидерл. Jan van Balen; 21 июля 1611, Антверпен — 14 марта 1654, Антверпен) — южнонидерландский (фламандский) живописец, романист. Мастер картин на исторические и библейские сюжеты, писал также пейзажи и небольшие картины бытового жанра. Сын и ученик живописца Хендрика ван Балена.

## Биография
Ян ван Бален был сыном Хендрика ван Балена и Маргрит Бриерс. Его отец был известным художником в Антверпене и сыграл важную роль в обновлении фламандской живописи в начале XVII века. Он был одним из учителей Антониса ван Дейка и Франса Снейдерса.
У Яна ван Балена было два брата: Каспар ван Бален (1615—1641) и Хендрик ван Бален Младший (1623—1661), оба художники. Сестра вышла замуж за художника Теодора ван Тюльдена.
Ян ван Бален учился рисунку и живописи у отца. Он был зарегистрирован в антверпенской Гильдии Святого Луки в качестве ученика в 1631 году и мастера в 1639—1640 годах. По случаю Торжественного въезда (Pompa Introitus) нового штатгальтерa Испанских Нидерландов кардинала-инфанта Фердинанда в Антверпен в 1635 году Ян ван Бален сотрудничал со своим братом Гаспаром, Теодором ван Тюльденом, Яном де Лабаром и Эразмом Квеллином Младшим в выполнении проектов галереи на Меире и триумфальной арки церкви Св. Иоанна (Sint-Janskerk) в Антверпене. Общий проект разрабатывал Питер Пауль Рубенс.
8 сентября 1639 года Ян ван Бален уехал вместе с братом Каспаром в путешествие по Италии. Два брата работали в Риме, где Каспар умер 7 марта 1641 года. Затем Ян вернулся в Антверпен, 31 мая 1642 года женился на Джоанне ван Верден. Вскоре после рождения их единственного ребёнка Петера 6 апреля 1643 года его жена также скончалась.
Ян ван Бален умер в Антверпене в 1654 году. Он был похоронен в церкви Святого Иакова в Антверпене.

## Творчество
Как и его отец, Ян ван Бален писал картины на исторические и библейские сюжеты, пейзажи и небольшие картины бытового жанра. Как это было принято в то время в Антверпене, Ян ван Бален часто сотрудничал с другими художниками, специализирующимися в определённых жанрах. В частности, задокументировано его сотрудничество с Яном Брейгелем Младшим, который был соавтором Рубенса, а также работал над композициями с отцом Яна — Хендриком ван Баленом. Некоторые из совместных работ Яна Брейгеля Младшего и Яна ван Балена, по-видимому, были основаны на композициях, над которыми ранее работали Ян Брейгель Младший или его отец Ян Брейгель Старший и Хендрик ван Бален.
Примерами могут служить картина «Спящая богиня Диана и её нимфы после охоты, наблюдаемые сатирами» по более ранней композиции Яна Брейгеля Старшего и Хендрика ван Балена и «Пир Вакха» по мотивам более ранней композиции Яна Брейгеля Младшего и Хендрика ван Балена. В таком сотворчестве Ян ван Бален обычно писал фигуры.

## «Картины с цветочными гирляндами»
Особым видом совместной живописи, над которой Ян ван Бален регулярно сотрудничал с Яном Брейгелем Младшим, являются так называемые «картины с цветочными гирляндами» (нидерл. bloemenslingerschilderijen): фигурную композицию или портрет окружают гирлянды из цветов. Отец, Хендрик ван Бален, сыграл важную роль в создании жанра картин-гирлянд. Вместе с Яном Брейгелем Старшим Хендрик ван Бален написал первую подобную картину примерно в 1607—1608 годах для итальянского кардинала Федерико Борромео, страстного коллекционера произведений искусства и видного деятеля католической церкви. Жанр картин-гирлянд был вдохновлён культом Девы Марии «Розария», распространённым при дворе австрийских Габсбургов (правивших в то время Южными Нидерландами) и в Антверпене в период Контрреформации, в которой кардинал принимал живейшее участие. Картины с гирляндами обычно представляли собой результат сотрудничества мастеров натюрморта и художников-«фигуристов».
Пример совместной «картины-гирлянды» Яна ван Балена и Яна Брейгеля Младшего — «Цветочная гирлянда со Святым семейством». Медальон в центре изображает Святое Семейство, а гирлянда состоит из цветов и фруктов, символически связанных с образом Девы Марии. Ван Бален написал медальон, а Брейгель — гирлянду.

## Галерея

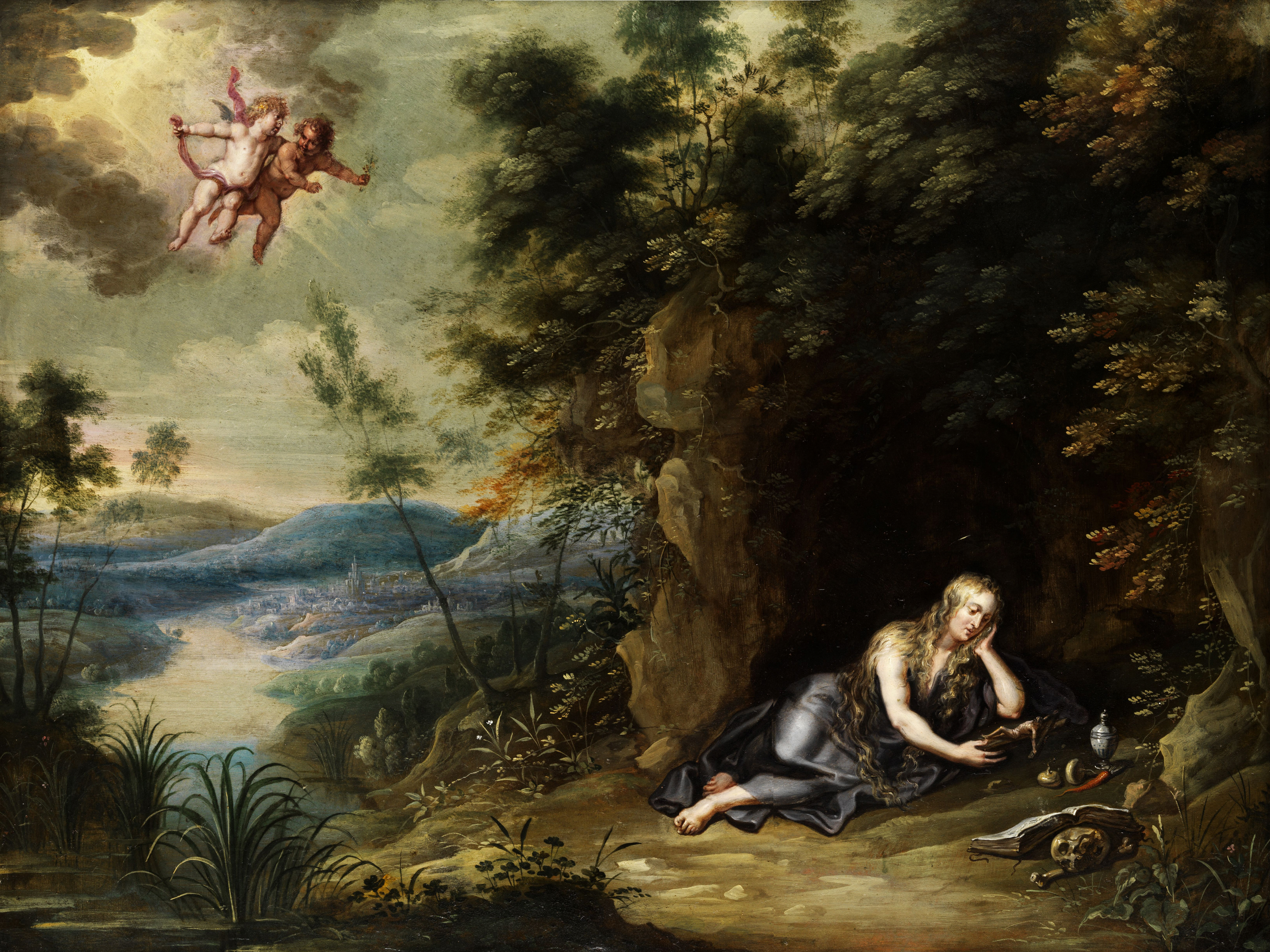
Мария Магдалина отшельница. Медь, масло. Частное собрание
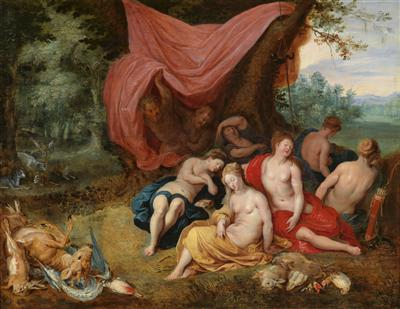
Совместно с Яном Брейгелем Младшим. Спящая богиня Диана и её нимфы после охоты, наблюдаемые сатирами. Дерево, масло. Частное собрание
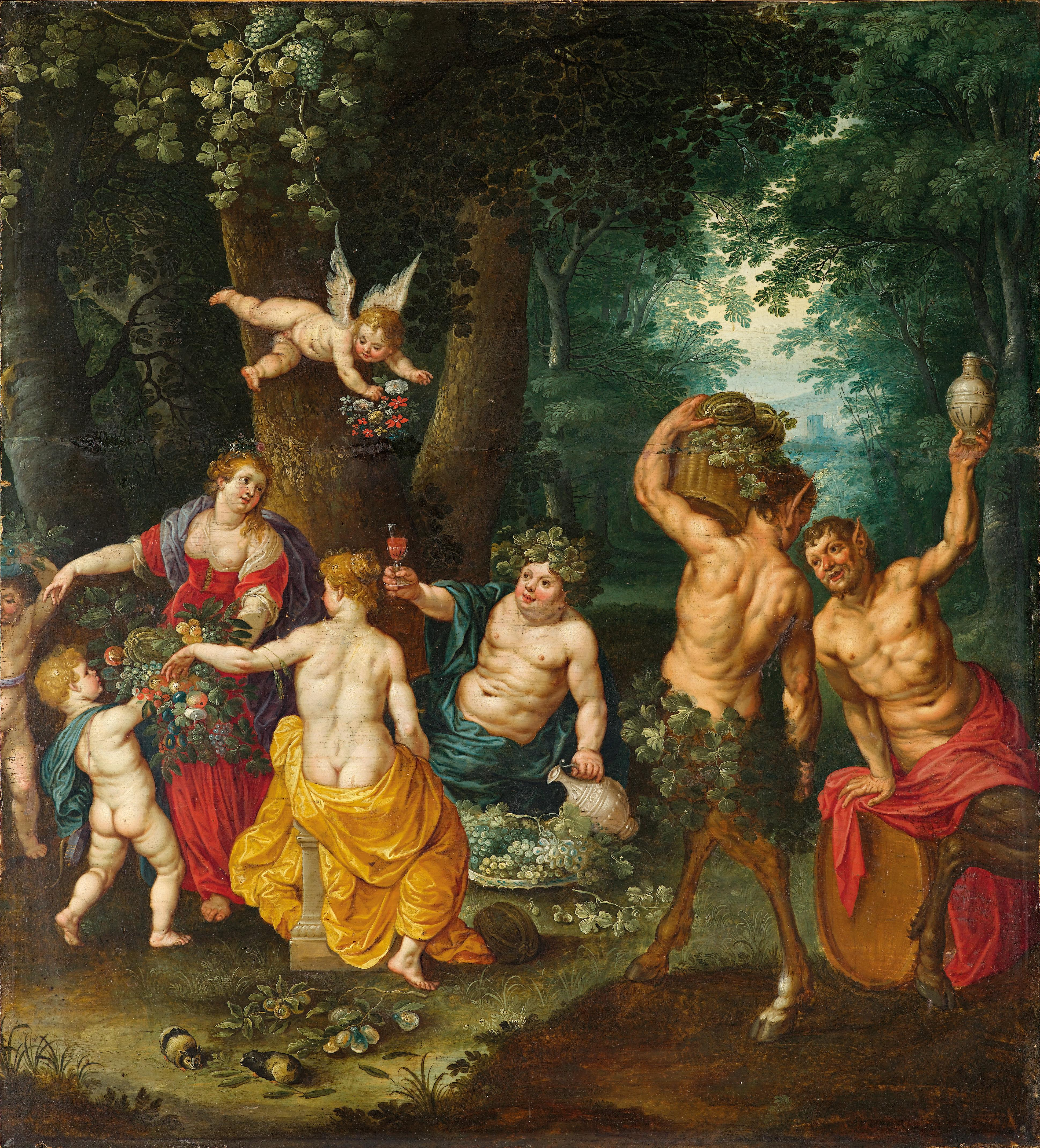
Совместно с Яном Брейгелем Младшим. Пир Вакха, или «Без Цереры и Вакха Венера зябнет» (Sine Cerere et Baccho friget Venus). Ок. 1640. Дерево, масло. Частное собрание
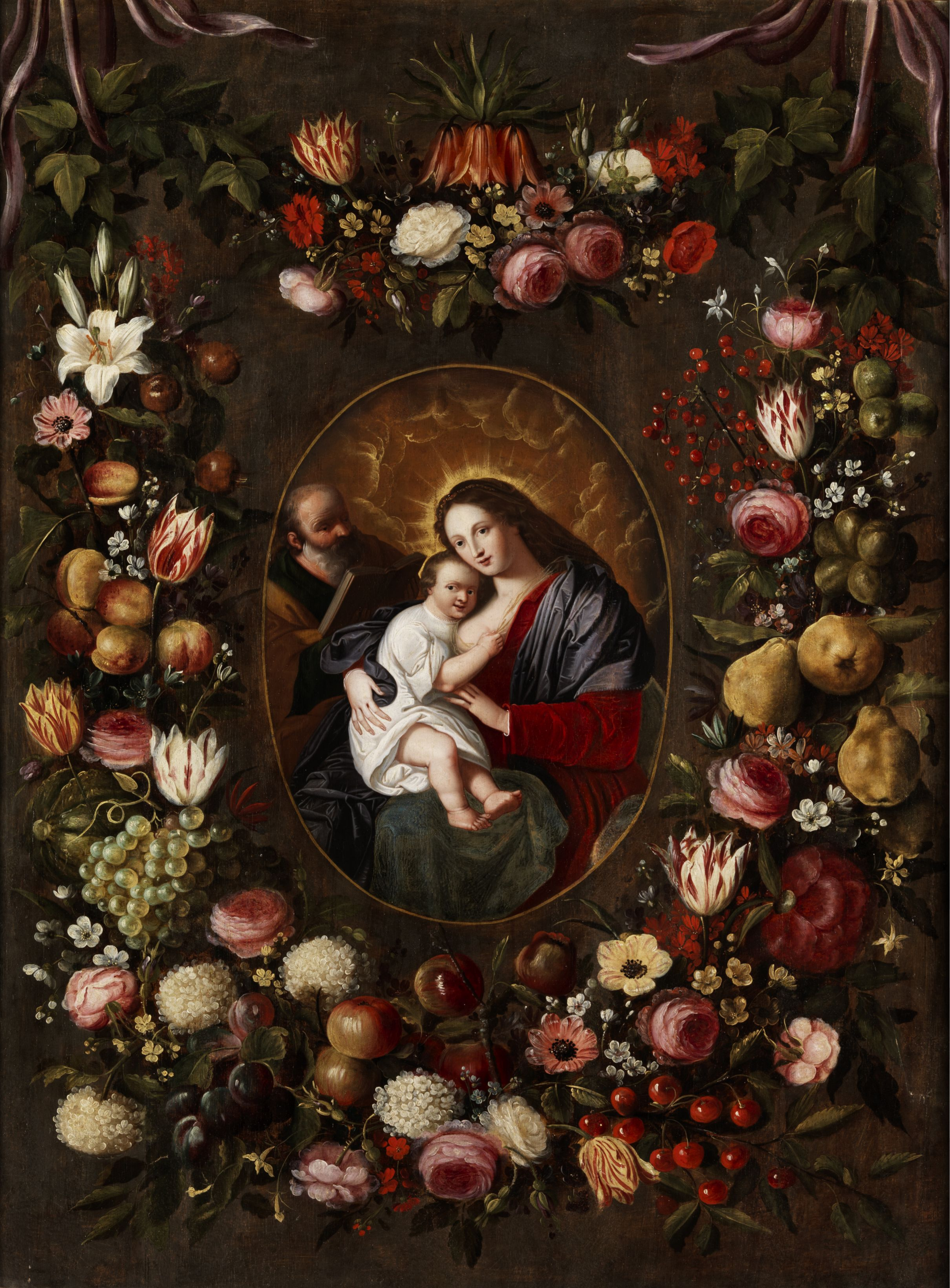
Совместно с Яном Брейгелем Младшим. Цветочная гирлянда со Святым Семейством. Дерево, масло. Частное собрание
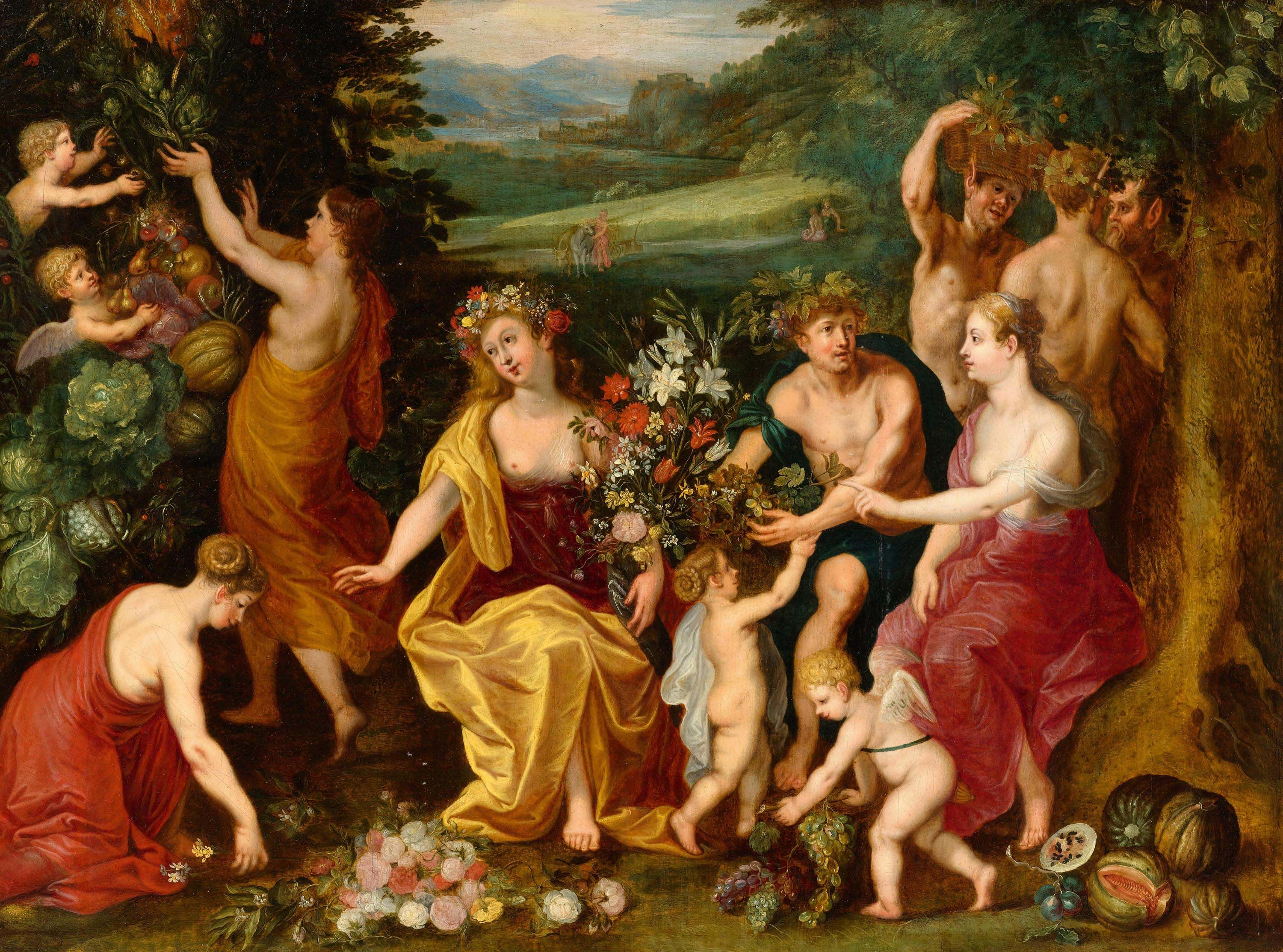
Совместно с Яном Брейгелем Младшим. Аллегория Плодородия. Дерево, масло. Частное собрание